# 操姓
操姓为一中文姓氏。

## 分布
操姓分布很广。中国大陆安徽、浙江、上海、湖北（武汉新洲、黄冈团风等）、江西、河南、四川、贵州、广东、广西等地均有操姓后人。

## 历史
操姓曾是望族。据操氏家谱初卷记载，北宋的苏轼，明朝的刘基、宗正等历史名人，均为其族谱作过谱序。操是外姓，不属百家姓。

## 名人
- 操子沐：中国现代行为艺术家, 现住在北京, 在北京京西学校上班, 职位(清洁工)
- 操师乞：隋末起义领袖。
- 操震球：安徽怀宁人。中国近代著名教育家，实践教育理论的倡导者和实践先驱。陶行知先生有一副有名的对联“和马牛羊鸡犬豕作朋友，对稻寂麦黍稷下工夫”就是送给他的。早年就读于北京大学教育系，晚年曾在张劲夫力劝下出任陶行知研究会会长。
- 操高潮：1962年2月出生，2003年3月至今任湖北浠水县国家税务局局长。[4]
- 操尚银：原湖北黄冈市委常委、统战部长、总工会主席，2009年因贪污受贿119万判处有期徒刑13年。[5]
- 操日本：江西一学生。[6][7][8]
- 操学诚：大同市委常委、副市长。

## 外部連結
[在维基数据编辑]
 《欽定古今圖書集成·明倫彙編·氏族典·操姓部》，出自陈梦雷《古今圖書集成》